# 東畑精一
東畑 精一（とうばた せいいち、1899年（明治32年）2月2日 - 1983年（昭和58年）5月6日）は、日本の農業経済学者。農学博士。次女は東畑朝子。

## 概要
三重県出身。シュンペーターの革新論や企業者論を中軸に日本の資本主義や農業問題に独自の解明を行った『日本農業の展開過程』などで第二次世界大戦の終結までは主に学究面で活躍、戦後は農林省農業総合研究所所長、アジア経済研究所所長、税制調査会会長など多くの調査研究機関、政策関係委員会の要職を歴任、戦後の日本社会に多方面で大きな影響を与えた。

## 経歴

### ドイツ留学まで
1899年、三重県一志郡豊地村（現・松阪市）の地主の家に生まれた。東畑吉之助の長男。
三重県立第一中学校を経て、1919年7月旧制第八高等学校第二部丙類卒業ののち、東京帝国大学農学部に入学、農業経済学を専攻した（在学中の友人に蠟山政道・勝次郎（のち山田姓）兄弟がいる）。1922年農学部農学科を卒業（卒論は「リカード派土地社会主義」）したのち、同学部助手を経て助教授に就任した。1926年-1930年の留学中にはボン大学でシュンペーターのもと数量経済学を学び、また中山伊知郎と親交を深めた。

### 戦時期
留学から帰国した後の1933年に東畑は教授に昇任、1936年には蝋山らと共に昭和研究会に参画、主として農業問題を担当した。1939年から東京大学経済学部植民政策講座主任教授を兼任した（この講座は1937年主任教授である矢内原忠雄が筆禍事件により辞職を余儀なくされたのち、講師を務めた満鉄東亜経済調査局出身の永雄策郎が平賀粛学事件により辞職していた）。太平洋戦争開始後の1942年には、フィリピンの軍政監部顧問を務めていた村田省蔵により蝋山や末川博、杉村広蔵らと共に比島調査委員会委員に任命され、占領地軍政のための社会調査を行い、その成果を『比島調査報告』にまとめた。

### 戦後農政への参画
第1次吉田内閣組閣時に首班の吉田茂自身から強く農相就任を勧められるも固辞した（しかしこののち吉田との親交を深めた）エピソードが示すように、戦後の東畑は直接政界に進出することを避けた。しかし米価審議会・経済審議会・国民生活審議会・税制調査会・農政審議会など各種政府諮問機関の委員・会長を歴任し、特に農業基本問題調査会会長として農業基本法制定（1961年）に参画するなど、戦後農政に一定の影響力を持った。また戦後早くの農林省農業総合研究所の創設に参加し、初代所長に就任している。

### 地域研究の組織化
戦後の東畑のもう一つの顔としては、アジア・アフリカなどの新興独立国を対象とする地域研究の制度化・組織化を指導したことが挙げられる。1953 年のフィリピン賠償全権団団員や1958年の移動大使の歴任などを通じ、東畑は新興諸国の現状への関心を強めていたが、1959年の東京大学定年退官後、アジア経済研究所初代所長に就任した。現地活動に重点を置くアジア経済研究所独特の調査スタイルは東畑により作られたといわれる。1968年には「農業の近代化に対する顕著なる貢献」をもってマグサイサイ賞を受賞した。

## 人物像

### 学説と思想
主著『日本農業の展開過程』では、師であるシュンペーターの理論を援用し、日本の農民の大半は企業者精神を欠如した「単なる業主」であり日本農業を動かす「経済主体」とはなり得ないと論じた。この考えは戦後の農地改革を経ても変わらず、『日本資本主義の形成者』では多くの農民が改革によって自作農になったにもかかわらず零細経営のため新しい農業を形成する主体にはなりえていないとしている。
東畑は戦時期の植民政策学研究・南方占領地調査においても以上のような視点を応用し、さまざまな民族・人種が混在する植民地社会は、同時に異なる経済意識が共在する場であると説き、現地社会の生活意識に即した経済分析を重視した。このような考えは戦後の彼の地域研究の方法論（現地経験の重視）にも影響を及ぼした。

### エピソード
1942年、福岡高等学校3年の楢崎弥之助が進振先として東京帝国大農学部を志望し、面接を受けに来たが、面接担当の東畑が「福岡高等学校の進振先としては九州帝国大農学部が有るが、敢えて当学を選んだ理由は？」と聞いたところ、楢崎は「東京の高等学校を出た者のための大学ならやめときます」と答え、東大を辞退し京都帝国大に進振りした。
東畑の本意が伝わらず（むしろ東畑は少数派の他地区の高等学校からの進学を歓迎していた）、福岡高等学校きっての秀才であった楢崎を受け入れられなかったことはその後の東大、楢崎、社会党、如いては田中角栄の人生にも影響を及ぼしたと言える。

### その他
趣味は旅行読書碁。宗教は仏教・真宗。住所は東京都中野区千光前町（現在の中野2丁目）。墓地は鎌倉市の東慶寺にある。

## 年譜
- 1899年 - 2月2日 三重県一志郡豊地村（現松阪市）の地主の家に生まれる[2]
- 1922年 - 東京帝国大学農学部農業経済学科卒業[2]
- 1923年 - 東大農学部助手[2]
- 1924年 - 大学院を経て東大農学部助教授[2]
- 1926年 - アメリカ・ドイツ留学（〜1930年）[2]
- 1933年 - 東大農学部教授（〜1959年）[2]
- 1936年 - 昭和研究会常任委員[2]
- 1937年 -「日本農業の展開過程」で東大から農学博士号取得[2]
- 1939年 - 中央物価委員会委員（〜1940年）[2]
- 1939年 - 東大経済学部教授を兼任（〜1945年）[2]
- 1940年 - 物価対策審議会幹事・価格中央形成委員会委員[2]
- 1942年 - 比島軍政監部顧問村田省蔵から比島調査委員会委員に任命され翌年訪比[2]
- 1946年 - 第1次吉田内閣組閣に際し吉田から農相就任を請われるが固辞[2]、農林省農業総合研究所初代所長（〜1956年）
- 1949年 - 米価審議会会長[2]
- 1953年 - フィリピン賠償全権団団員[2]
- 1957年 - 経済審議会委員・国民生活審議会会長[2]
- 1958年 - 第2次岸内閣で移動大使に任命されエジプト・エチオピア・インドを歴訪[2]、代表を務める『農業発達史調査会』が朝日賞受賞
- 1959年 - 東大退官[2][2]、第一生命都市開発研究所農村計画担当顧問[2]、農業基本問題調査会会長・税制調査会会長[2]
- 1960年 - アジア経済研究所初代所長に就任（〜1967年）[13]
- 1961年 - 農政審議会会長[2]
- 1964年 - 日本学士院会員[2]
- 1968年 - アジア経済研究所所長退任後同会長に就任（のち顧問）[2]、マグサイサイ賞受賞[2]
- 1975年 - 勲一等旭日大綬章受章[2]
- 1980年 - 文化勲章受章[2]
- 1983年 - 5月6日 死去[2]

## 家族・親族

### 東畑家
実家（三重県一志郡豊地村（現・松阪市））
- 父・吉之助[3](三重県一志郡嬉野町の地主)[14]。

1873年（明治6年）12月生 - 没
- 母・よし（三重県、士・上嶋徳三郎長女[3]）

1875年（明治8年）12月生 - 没
- 姉・たみ（三重県、山路房之助に嫁す[3]）
- 弟

敬二（哲学者・国学院大学教授、速水ひさの入夫となる）慶應義塾大学名誉教授速水融（文化勲章受章者）の父。融の妻は高田徳太郎の次女で、長女はイオン創業者の岡田卓也に嫁ぎ、岡田元也・岡田克也・高田昌也（母方高田家養子）の母となった。
謙三（建築家） - 東方文化研究所（現・京都大学東アジア人文情報学研究センター）の設計で知られる。謙三の妻、博子は岩井商店や富士フイルム、関西ペイントの創業者岩井勝次郎の四女。
四郎（農林官僚） - 農林省事務次官を務めた。
- 妹・喜美子（兵庫県、三木清に嫁す[3]）喜美子と三木の娘（精一の姪）は永積洋子東大名誉教授。

1904年（明治37年）6月生 -
自家（東京都中野区千光前町。現在の中野2丁目）
- 妻・みね子（三重県多額納税者、伊坂又右衛門妹[15][12]）

1905年（明治38年）6月生 -
- 長女[12]

1925年（大正14年）1月生 -
- 次女・朝子[12]（栄養士、医学博士、東大医学部助手を経てフードドクター、女子栄養大学講師）

1931年（昭和6年）3月生 -
- 長男・隆介[12]（慶應義塾大学名誉教授・帝京大学元教授、専門は19世紀ドイツ自由主義史）

1933年（昭和8年）7月生 -
- 三女[12]

1943年（昭和18年）10月生 -

## 主要な著訳書

### 著書
- 『協同組合と農業問題』（那須皓との共著）改造社、1932年
- 『朝鮮米穀経済論』（大川一司との共著）日本学術振興会、1935年
- 『日本農業の展開過程』岩波書店、1936年
- 『農村問題の諸相』岩波書店、1938年
- 『米』中央公論社、1940年
- 『日本農業の課題』岩波書店、1941年
- 『一農政学徒の記録』酣燈社、1947年
- 『農地をめぐる地主と農民』酣燈社、1947年
- 『日本資本主義の形成者』岩波新書、1964年
- 『私の履歴書』日本経済新聞社、1979年
- 『学問の世界 碩学に聞く 上』聞き手 加藤秀俊＋小松左京 講談社現代新書、1978年

### 訳書
- シュンペーター『経済発展の理論』（中山伊知郎との共訳）岩波書店、1937年
- 同『経済学史』（同上）岩波書店、1950年
- 同『資本主義・社会主義・民主主義』（同上）東洋経済新報社、1951年-1952年
- 同『経済分析の歴史』（単独訳）岩波書店、1954年